# Lam Ilie Mesjid
Lam Ilie Mesjid is een bestuurslaag in het regentschap Aceh Besar van de provincie Atjeh, Indonesië. Lam Ilie Mesjid telt 138 inwoners (volkstelling 2010).